# Освета (ТВ серија из 2011)
Освета (енгл. Revenge) америчка је телевизијска серија коју је режирао Мајк Кели у којој главне улоге тумаче Мадлен Стоу и Емили ВанКамп. Серија је премијерно емитована 21. септембра 2011. године на Еј-Би-Си-у. Сценарио је инспирисан романом Александра Диме Гроф Монте Кристо.

## Радња
Млада жена под именом Емили Торн, чији лик тумачи Емили ВанКамп, долази у Хамптонс и изнајмљује кућу на плажи (њен некадашњи дом). Кућа се налази поред виле богате породице, Грејсон. Емили је заправо Аманда Кларк, чији је отац оптужен од стране Грејсонових за издају док је била девојчица. После дугог суђења, Дејвид Кларк је осуђен и доживотно затворен. После пар година у затвору упадне у тучу и бива убијен.
У међувремену, Аманда је одвојена од њега и због свог лошег понашања већину свог времена проводи у малолетничкој поправној установи. Шест недеља пре свог осамнаестог рођендана сазнаје да јој је отац убијен и бежи из установе.
Пар година касније враћа се у Хамптонс као одрасла особа, спремна да се освети онима који су се огрешили о њеног оца и њу. Њена главна мета је Викторија Грејсон (чији лик тумачи Мадлен Стоу), матријарх породице Грејсон, која је волела и издала Амандиног оца.
Серија се фокусира на Емилину заверу којом уништава сваку особу која је одиграла улогу у затварању њеног оца. Успут открива разне чињенице о прошлости њеног оца, због којих много пута мења своје планове. Како серија напредује, Емили добија све више сарадника који јој помажу да оствари свој циљ. Како Емили извршава фазе њеног детаљног плана, схвата да јој емоционална изолација постаје све тежа. Бори се да препозна своје праве мотиве и почиње да се пита како њени потези утичу на мењање њеног идентитета. Док уверава пријатеље у сигурност својих планова, брине како ће њихово учешће променити њихове животе и како ће она наставити након што се освети онима који су издали њеног оца.

## Улоге
Главне улоге тумаче Емили ВанКамп и Мадлен Стоу ,која је освојила номинацију за Златни Глобус за најбољу женску улогу у ТВ драми. Остале улоге тумаче Габријел Ман, Хенри Черни, Ник Векслер, Џош Боуман и Криста Б. Ален.
- Аманда Кларк коју глуми Емили ВанКамп разочарана је и бесна због издаје коју је претрпео њен отац мења свој идентитет и постаје Емили Кларк. Пар година након изласка из поправне установе одлази у Хамптонс, усељава се у кућу близини породице Грејсон. Убрзо започиње романтичну везу са Данијелом Грејсоном, чији лик тумачи Џош Боуман како би се лакше приближила породици Грејсон. Како серија напредује Аманда схвата да јој је све теже да се емотивно одвоји од окрутности свог плана, и много пута га мења.
- Викторија Грејсон је матријарх породице Грејсон, њен лик тумачи Мадлен Стоу. Била је заљубљена у Амандиног оца, али га због похлепе и личне користи изда и уз помоћ свог супруга пошаље у затвор. Када се тајанствена Емили Торн појави у Хамптонсу, почиње да сумња, и пита се колико је план затварања Дејвида Кларка остао сакривен.
- Нолан Рос је млади бизнисмен и врхунски хакер. Његов лик тумачи Габријел Ман. Од првог тренутка када упозна Емили, схвата да није потпуно искрена. Докон, одлучи да је прати, и када открије који је заправо њен план, одлучи да јој се придружи. Нолан и Емили, првобитно су сарадници, а какo серија напредује постају најбољи пријатељи.
- Данијел Грејсон кога глуми Џош Боуман је старији син Викторије и Конрада Грејсона. Он је добар младић са проблематичном прошлошћу, помало романтичан. Брзо након упознавања започне љубавну везу са Емили Торн(Аманда Кларк), иако се његови родитељи томе противе.
- Конрад Грејсон кога глуми Хенри Черни, је глава породице Грејсон. Из похлепе и користољубља, али и како би заташкао сопствене незаконите послове, издаје свог најбољег пријатеља Дејвида Кларка.
- Шарлот Грејсон је млађа сестра Данијела Грејсона, тинејџерка која има лош однос са мајком. Њен лик тумачи Криста Б. Ален.
- Џек Портер је Амандин пријатељ из детињства. Њега глуми Ник Векслер. Кад се Аманда појави као Емили, не препознаје је иако осећа необични повезаност са њом. Миран и повучен првобитно не зна ништа о Амандином плану иако постану пријатељи.

## Преглед
Пилот епизода је забележила гледаност од 10,02 милиона гледалаца уживо, и тако победила серију Место Злочина: Лас Вегас у термину 10 часова. После двомесечне паузе која је почела 29. фебруара 2012. године, Освета се враћа на мале канале 18. априла 2012. године, и побеђује све серије у гледаности у том термину, са великим процентом одраслих гледалаца.
Освета је и другу сезону започела снажно, међутим, како се сезона настављала гледаност је опадала због негативних повратних информација, јер су епизоде одлагане због разних дешавања, као што су награде Златни Глобус, НФЦ и Греми. После тога гледаност се мало подигла захваљујући емитовању 3 епизода узастопно, али никад није вратила популарност са почетка емитовања.

## Међународно приказивање
У Аустралији серија је дебитовала на Севен Нетворку 13. фебруара 2012.. Друга сезона почела је са емитовањем 4. фебруара 2013, трећа сезона3. фебруара 2014. а четврта 23. фебруара 2015.
У Канади, серија се истовремено емитовала на каналу Сити.
У Ирској се приказивала у 22 часова на РТЕ-у. На Новом Зеланду приказивала се на каналу ТВНЗ-у.
У Великој Британији, серија је премијерно приказана на Е4 28. маја 2012. године. Друга сезона је почела са емитовањем 7. јануара 2013. године, трећа сезона 6. јануара 2014, а четврта сезона 5. јануара 2015. године.

## Музика
Музику за Освету компонује иЗЛЕР. Године 2013. Интрада Рекордс објављује албум Освета (Оригинални Соундтрак), који своје песме емитује током прве две сезоне. Од треће сезоне Распоређивање па надаље, иЗЛЕР-у се приписује Филу Ислеру. Ангусов и Јулиа Стоунов За тебе такође је заступљен у читавој серији.